# Richard Bodéüs
Richard Bodéüs, membre de la Société royale du Canada (MSRC), est un enseignant-chercheur québécois d'origine belge en histoire de la philosophie, spécialiste de la philosophie antique. Richard Bodéüs est particulièrement reconnu pour ses recherches sur Aristote, dont il a notamment traduit en français le traité De l'âme et l'Éthique à Nicomaque.

## Biographie
Né en 1948 à Hermée en Belgique, Richard Bodéüs est docteur en philosophie et lettres, et professeur agrégé au département de philosophie de l'Université de Montréal depuis 1985.

## Œuvres

### Livres
- Le Philosophe et la cité : recherches sur les rapports entre morale et politique dans la pensée d'Aristote, Paris, Les Belles Lettres, 1982.
- Politique et philosophie chez Aristote : recueil d'études  (préf. Pierre Pellegrin), Namur, Société des études classiques, 1991.
- Essays on the foundations of Aristotelian political science, Berkeley, Los Angeles, Oxford, University of California press, 1991.
- Soljénitsyne : de la philosophie éprouvée à l'art de la compréhension, Québec, Éditions du Beffroi, 1991.
- Aristote et la théologie des vivants immortels, Saint-Laurent (Québec), Bellarmin, 1992.
- The political dimensions of Aristotle's Ethics  (trad. Jan Edward Garrett), Albany, State University of New York Press, 1993.
- Aristote, la justice et la cité, Paris, Presses universitaires de France, 1996.
- Aristotle and the theology of the living immortals  (trad. Jan Edward Garrett), Albany, State University of New York Press, 2000.
- Aristote : une philosophie en quête de savoir, Paris, Vrin, 2002.
- La véritable politique et ses vertus selon Aristote : recueil d'études, Louvain-la-Neuve, Peeters, 2004.

### Collaborations
- Philosophies de la connaissance, Québec, Presses de l'université Laval, 2009.
- « Figures du politique », dans Jacques Brunschwig, Geoffrey Lloyd et Pierre Pellegrin (dir.), Le Savoir grec. Dictionnaire critique, Paris, Flammarion, 1996 (édition revue et augmentée en 2011), 1253 p. (ISBN 978-2-0812-6508-0), pages 198-222.

### Préface
- Aristote (trad. Giovanna R. Giardina), Sull'anima II : la fisica dell'anima e delle sue facoltà sensoriali, Rome, Aracne, 2009.

### Éditions scientifiques
Richard Bodéüs est le traducteur de plusieurs ouvrages.
- Aristote, De l'âme, Paris, Flammarion, 1993.
- Leibniz et Thomasius, Correspondance : 1663-1672, Paris, Vrin, 1993.
- Aristote (trad. Richard Bodéüs), Catégories, Paris, Les Belles Lettres, 2001.
- Aristote, Éthique à Nicomaque, Paris, Garnier-Flammarion, 2004.
- Porphyre, Commentaire aux Catégories d'Aristote, Paris, Vrin, 2008.
- Aristote (préf. Roger-Pol Droit), Éthique à Nicomaque, Paris, Flammarion, 2008.
- Aristote, Œuvres, Paris, Gallimard, coll. « Bibliothèque de la Pléiade », 2014.

### Traductions
- Aristote (dir.) (trad. Richard Bodéüs), Éthique à Nicomaque Livre V, Sur la justice, Paris, Flammarion, 2008
- Aristote et Averroès (trad. Richard Bodéüs, préf. Jean-François Mattéi), L'intelligence et la pensée : grand commentaire sur le livre III du "De anima" d'Aristote, Paris, Flammarion, 2008

## Récompenses et distinctions
- 1994 - Membre de l'Académie des Lettres de la Société royale du Canada
- 1998 - Prix André-Laurendeau[2]
- 1999 - Bourse Killam

## Bibliographie

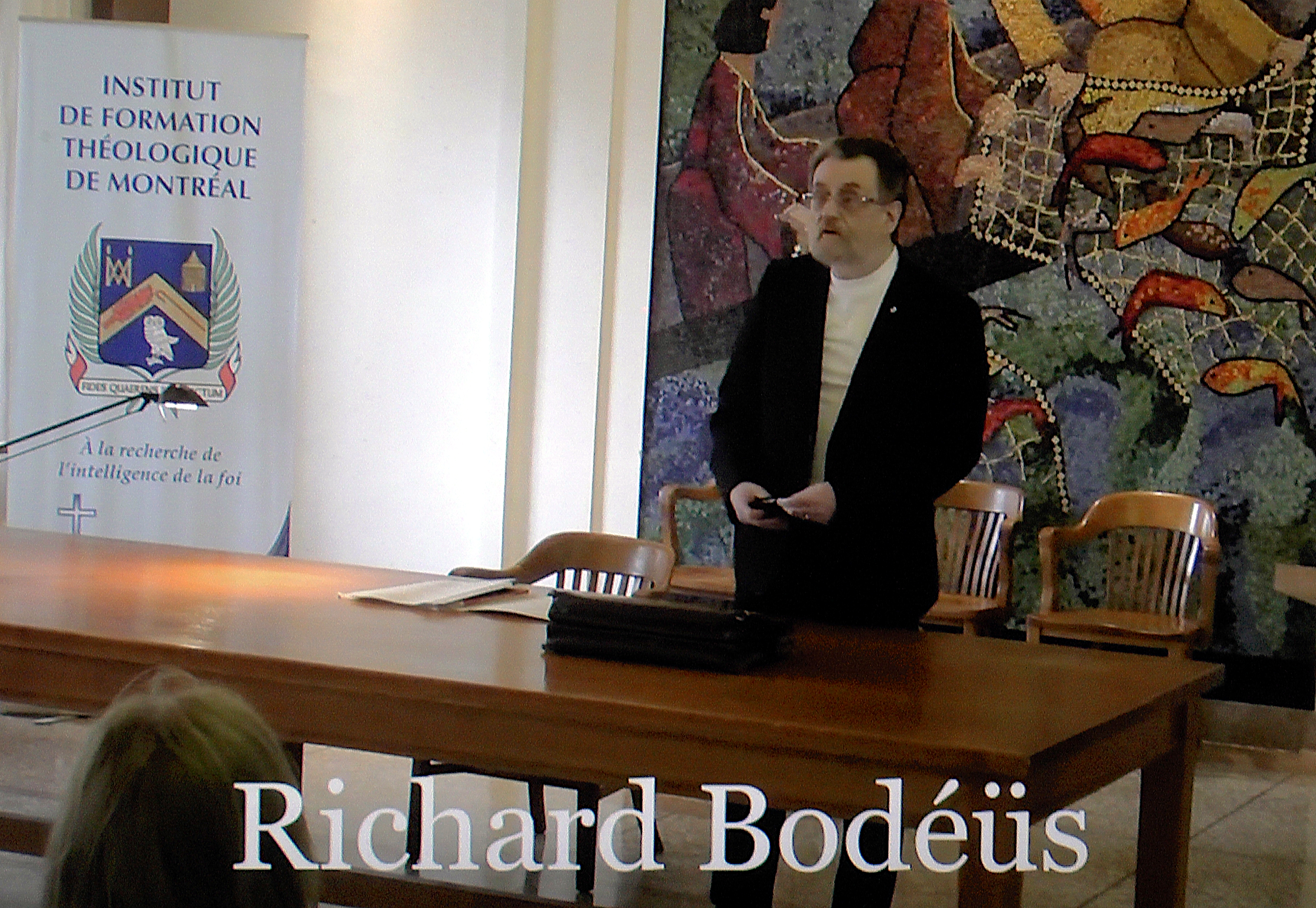